# Maggy Nagel
Maggy Nagel, née le 25 août 1957 à Luxembourg, est une personnalité politique luxembourgeoise affiliée au Parti démocratique (DP = Demokratesch Partei).
En 1994, Maggy Nagel obtint le poste de première échevine de la commune de Mondorf-les-Bains. De 1996 à 2013, elle exerça même les fonctions de bourgmestre de cette même commune.
En 1999, elle fut élue une première fois à la Chambre des Députés. En 2004 et 2009, toutefois, elle ne fut pas reconduite à la représentation nationale. Ce n'est qu'à l'occasion des élections législatives anticipées de 2013 qu'elle retrouva son siège de députée. 
Le 4 décembre 2013, elle fut nommée ministre de la Culture (poste auquel elle succèda à Octavie Modert) et ministre du Logement au sein du gouvernement Bettel-Schneider (coalition constituée de libéraux, de socialistes et d'écologistes).
Elle a toutefois été amenée à démissionner de son poste du gouvernement Bettel-Schneider dès le 18 décembre 2015. Mais moins d'une année plus tard, elle a été consolée - avec le statut de premier conseiller de gouvernement - par sa nomination comme commissaire chargé du pavillon luxembourgeois à l'exposition universelle de Dubaï (Émirats arabes unis) en 2020. 